# 命運規劃局
是一部2011年的美國愛情驚悚電影，由喬治·諾爾菲执导。電影根据菲利普·K·迪克的短篇小说《規劃小組》改编。主演是麥特·戴蒙、愛蜜莉·布朗、安東尼·麥基、約翰·斯拉特里和泰倫斯·史坦普。

## 劇情
2006年，布鲁克林民主党议员大卫-诺里斯（David Norris）竞选美国参议院议员失败。在排练竞选演说时，他遇到了伊莉斯-塞拉斯（Elise Sellas），两人激情拥吻。在分开前，大卫并不知道伊莉斯的名字，但在伊莉斯的鼓舞下，他发表了一篇异常坦率的演讲，受到了广泛欢迎，并使他成为下届参议员选举的热门人选。
一个月后，哈里-米切尔从理查森那里接到一项任务，地点就在大卫家附近的麦迪逊广场公园。他本应该在早上7:05之前把咖啡洒在 David 的衬衫上，迫使 David 回家换衣服，但他睡着了，于是 David 搭上了去新工作的巴士，并再次遇到了 Elise。在她下车之前，David 得到了她的名字和电话号码。
大卫在上班前赶到公司，发现同事们都冻僵了，正在接受陌生男子的检查，理查德森也在其中。他试图逃跑，但失去了行动能力，被带到了一个仓库。经过一番争论之后，理查德森向戴维透露了 "调整局 "的存在。"调整局 "是一个确保人们的生活按照 "主席 "制定的 "计划 "进行的组织。他说戴维不应该再见到伊莉斯，所以他销毁了写有伊莉斯电话号码的卡片，然后他释放了戴维，并警告他如果把他学到的东西告诉任何人，他的记忆和人格都会被清除。
三年后，大卫在街上发现了伊莉斯。他下车邀请她共进午餐，但查理（戴维的竞选经理）在理查德森的调整下打断了他们，提醒他们戴维计划宣布竞选另一个参议员席位。理查德森试图阻止大卫和伊莉斯在宣布竞选后重聚，但大卫固执地坚持，并超越理查德森来到伊莉斯在杉湖当代芭蕾舞团的排练现场，尽管主席团成员有办法利用普通门道进行瞬移。
理查德森了解到，戴维和伊莉斯之所以一直有交集，是因为他们本该在一起的计划的早期版本中留下了残余，于是局里的高级官员汤普森接手了戴维的案子。他把戴维带回了仓库，戴维争辩说他有权选择自己的人生道路，但汤普森却说人类只有自由意志的表象，因为调查局撤销影响的实验导致了黑暗时代和20世纪上半叶的恐怖。汤普森告诉大卫，与伊利斯在一起将使他远离成为美国总统的命运，而与大卫在一起将使伊利斯远离成为世界著名舞蹈家和编舞家的命运。为了证明自己是认真的，汤普森导致伊莉斯扭伤了脚踝，戴维为了避免毁掉他们的未来，将她遗弃在了医院。
11个月后，大卫的竞选经理、一生中最好的朋友查理提醒大卫伊莉斯即将举行婚礼。哈里偷偷安排戴维在下雨天见面，因为水会阻碍调查局追踪人员。作为戴维的 "个案工作者"，哈里对自己为支持计划而帮助戴维发生的所有负面事件感到内疚，因此他教戴维如何利用门进行瞬移，希望能在调查局阻止他之前找到伊莉斯。戴维在婚礼前找到了伊莉斯，并告诉了她调查局的事，还和她一起传送，证明了他所说的话。调查局的特工们在纽约市到处追捕他们，最后，大卫决定直接向主席求情。伊莉斯选择陪伴他，他们进入了调查局总部。大卫和伊莉斯被追到屋顶并被包围，他们宣布相爱并接吻。当他们放开对方时，只剩下他们俩。汤普森出现了，但他被哈里打断，哈里为大卫和伊莉斯提出了主席新修订的计划，该计划是空白的。哈里赞扬了大卫和伊莉斯的奉献精神，并送他们离开。他猜测，主席真正的 "计划 "可能是让人们像大卫和伊莉斯一样争取自由意志，书写自己的命运。

## 演員
- 麥特·戴蒙 飾演 大衛·諾里斯（David Norris）：競選參議員的候選人
- 愛蜜莉·布朗 飾演 伊莉·席樂斯（Elise Sellas）：現代芭蕾舞舞者
- 安東尼·麥基 飾演 哈利·米契（Harry Mitchell）：命運規劃局執行幹員，卻是站在男主角這一方幫助男主角的關鍵人物
- 約翰·斯拉特里 飾演 李察森（Richardson）：命運規劃局執行幹員
- 泰倫斯·史坦普 飾演 湯普森（Thompson）：命運規劃局資深幹員
- 麥可·凱利 飾演 查理·崔諾爾（Charlie Traynor）：大衛的好友兼幕僚/競選總幹事
- Donnie Keshawarz（英语：Donnie Keshawarz） 飾演 Donaldson
- 安東尼·瑞維瓦（英语：Anthony Ruivivar） 飾演 McCrady

## 外部連結
- 官方网站
- 'Adjustment Bureau' Lawsuit – Media Rights Capital Fires Back With Own Court Action（页面存档备份，存于） Deadline
- The Adjustment Bureau（页面存档备份，存于） at The Numbers
- 互联网电影数据库（IMDb）上《命運規劃局》的资料（英文）
- AllMovie上《命運規劃局》的资料（英文）
- Box Office Mojo上《命運規劃局》的資料（英文）
- 豆瓣电影上《命運規劃局》的資料 （简体中文）
- 爛番茄上《命運規劃局》的資料（英文）
- Metacritic上《命運規劃局》的資料（英文）